# Croton wellensii
Espèce
Croton wellensii est une espèce de plantes à fleurs du genre Croton et de la famille des Euphorbiaceae, présente dans une zone s'étendant du Gabon à la République démocratique du Congo.